# Lethrus lebedevi
Lethrus lebedevi là một loài bọ cánh cứng trong họ Geotrupidae. Loài này được Semonov & Medvedev miêu tả khoa học năm 1935.